# Biserica Sfintei Treimi Dătătoare de Viață din Vîsokovo
Biserica Sfintei Treimi Dătătoare de Viață din Vîsokovo este o biserică catedrală din Nijni Novgorod.
Data exactă a construcției este necunoscută, dar sfințirea bisericiii a avut loc în 1815 de către arhiepiscopul Moisei Bliznețov-Platonov de Nijni Novgorod. Se știe că arhitectul a fost Ivan Ivanovici Mejețki, care a proiectat clădirea ca o „navă”, cu o locație strict axială a altarului, a naposului, a trapezei și a clopotniței înalte. La acea vreme, satul Vîsokovo era situat în afara Nijni Novgorod și era patrimoniul Mănăstirii Pechersky din Nijni Novgorod, dar în 1929 a fost inclus în oraș.
În perioada sovietică, biserica a fost închisă pentru doar 2,5 luni. În 1942, biserica era singura care funcționa pe teritoriu al orașului Gorki, iar numărul enoriașilor săi depășea 5 mii de oameni. În 1943-1974, biserica din Vysokov avea statutul de catedrală. .
Lângă biserică se află Cimitirul „Sfânta Treime” din Nijni Novgorod.